# Emma Goslar
Emma Goslar (* 23. Mai 1848 in Hornburg bei Wolfenbüttel als Eva Friederike Louise Amalie Bernthal; † 23. April 1923 in Siegen) war eine westfälische Heimatschriftstellerin. Sie lebte in Elberfeld und Siegen als Klavier- und Gesangslehrerin sowie Vortragskünstlerin. Sie starb am 26. April 1923 in Siegen.

## Leben
Emma Goslar war eine jüdische Deutsche. Sie kam durch ihre Heirat nach Siegen, wo sie einen Kleidergeschäft hatte, außerdem Klavier- und Gesangsunterricht gab und auch als Vortragskünstlerin bis zu ihrem Tod 1923 in Erscheinung trat.
Sie veröffentlichte mehrere Gedichtbände und ihre Gedichte erschienen regelmäßig in der Siegener Lokalpresse. Ein Festspiel in zwei Akten und eine Hymne an den deutschen Kaiser zeigen sie als Deutschnationale. Nach dem Krieg schrieb sie elegische Gedichte und Heimatlyrik, verblieb in bürgerlich-völkischen Kontexten und „stiftete“, wie es hieß, etwa zur Sedan-Feier des Siegener Stahlhelm. Bund der Frontsoldaten 1921 ein Gedicht. In Siegen war sie als schnelle Lieferantin von Festgedichten jeder Art bekannt.
Ihr Sohn war der Kirchenmusiker Julio Goslar.

## Werke
- Unter Palmen. Gedichte. Siegen: Selbstverlag 1905
- Im Sturm und Sonnenschein. Gedichte. Detmold 1909

## Unselbständige Veröffentlichung in der Siegener Zeitung (Auswahl)
- Siegener Ztg. Jg. 92, 1914, Nr. 183: Frischauf zum Kampf!
- Siegener Ztg. Jg. 93, 1915, Nr. 13: Die junge Mutter;
- Siegener Ztg. Jg. 93, 1915, Nr. 117: Deutschland über alles. Ein Festspiel in zwei Akten

## Sekundärliteratur
- Festgedichte jeder Art werden schnell geliefert. Emma Goslar, in: Siegener Ztg. 91, 1913, Nr. 47
- Heisener, Kornelia Titel Emma Goslar Untertitel (1849-1922) Jahr 1996 Herkunft In: Auf den Spuren der Siegenerinnen / Hg. vom Frauenrat der Univ.-Gesamthochschule Siegen. - Siegen, 1996. - S. 66–68 : Ill.
- B[...] A[...]: Wie ich Frühlingsdichter wurde, Kap.: Ein Feuilleton, das sich mit den Arbeiten unserer heimischen Dichterin, Frau Emma Goslar, beschäftigt, in: Siegener Ztg. 82, 1904, Nr. 133
- Karl Heinz Gramss: Ein erschütterndes Schicksal voller Tragik: Julio Goslar, in Siegener Ztg. vom 6. Mai 1982 [über ihren Sohn]
- Jüdische Literatur in Westfalen (PDF-Datei; 188 kB)